# Gustavo Rojo
Gustavo Rojo Pinto (Montevidéu, 5 de setembro de 1923 — Cidade do México, 22 de abril de 2017) foi um ator uruguaio-mexicano.

## Biografia

### Vida pessoal
Gustavo nasceu em pleno Oceano Atlântico, a bordo do navio alemão Cretel, quando seus pais iam com destino ao Uruguai.
É filho do advogado Rubén Rojo Martín de Nicolás e da escritora, poetisa e feminista espanhola Mercedes Pinto. Gustavo também é irmão do ator Rubén Rojo, e meio-irmão de Juan Francisco, que faleceu em Lisboa, Portugal, aos 15 anos de idade, quando toda família morava lá. Gustavo também é irmão de Ana María e da atriz Pituka de Foronda. 
Casou-se pela primeira vez com a atriz espanhola Mercedes Castellanos, que morreu em 1954. Tiveram uma filha, Alejandra, que é casada e tem três filhos, e reside na Espanha. 
Casou-se pela segunda vez com a atriz austríaca Erika Remberg, mas se divorciaram. Então, casou-se pela terceira vez com Carmela Stein, que foi Miss Peru. Eles tiveram três filhos: Gustavo Rojo Jr.;  Enrique, que reside nos Estados Unidos; e a atriz Ana Patricia Rojo.
Seu pai morreu em Cuba, no começo da década de 1940 e, sua mãe, em 1976. Seu irmão Rubén morreu em 1993 e sua irmã Pituka em 1999.

## Morte
Gustavo Rojo faleceu em 22 de abril de 2017, aos 93 anos, de parada cardíaca. O corpo do ator foi velado no Shop Juazes. 
Gustavo Rojo foi cremado, no dia seguinte da sua morte, as cinzas foram levadas e sepultadas no Cemitério Salyus Juans, onde foram também sepultados os corpos de seu pai, sua mãe e seu irmão.

### Carreira
Iniciou sua carreira como ator no teatro em 1940, na obra La noche de Epifanía, com o grupo teatral da Universidade de Havana, em Cuba. Mudou-se para o México junto com sua mãe e seu irmão Rubén em 1943. Após o falecimento do pai, lá eles se  reuniram com sua irmã Pituka, e sua irmã Ana María regressou a Espanha. 
Gustavo estreou no cinema em 1943, no filme Murallas de pasión. Em sua vasta trajetória de ator ele atuou em cerca de 108 filmes, entre eles Tarzan e as Sereias, 23 telenovelas e 150 obras de teatro. Em 2016 estreou Un camino hacia el destino do Canal de las estrellas interpretando Fernando Altamirano

## Telenovelas
- Un camino hacia el destino (2016) ... Fernando Altamirano
- Qué pobres tan ricos  (2013-14)... Aureliano Ruizpalacios Rivadeneira
- Triunfo del amor (2010-2011) .... Padre Jerónimo
- Mañana es para siempre (2008) .... Bispo Terra Santa
- Al diablo con los guapos (2007) .... Ernesto Robledo
- Destilando amor (2007) .... Néstor Vidagaray
- Apuesta por un amor (2004) .... Juiz de la Rosa
- Cómplices al rescate (2002) .... Federico Rueda
- La Intrusa (2001) .... Victor Rivadeneyra
- Por un beso (2000) ... Carlos Guillen
- Carita de ángel (2000)  .... Padre Cosme
- Alma rebelde (1999) .... Octavio Fuentes Cano
- Cuento de Navidad (1999) .... Mariano
- Soñadoras (1998) .... Don Alfredo
- Salud, dinero y amor (1997) .... Federico Montiel
- Sin ti (1997) .... Padre Angeles
- Esmeralda .... Bernardo Pérez Montalvo
- Confidente de secundaria (1996) .... Miramontes
- Mi querida Isabel (1996)  .... Joaquín
- Si Dios me quita la vida (1995)  .... Don Jesús
- Rosa salvaje (1987)  .... Padre Manuel de la Huerta
- Sí, mi amor (1984) .... Sr. Williams
- La Pobre Señorita Limantour (1983)
- Mañana es primavera (1982)  .... Alfredo
- Una Limosna de Amor (1981)  .... Rolando
- Secreto de confesion II (1980)  .... Jorge
- Lágrimas de amor (1980) .... German
- La Divina Sarah" (1980) .... Richepin
- Una Mujer II (1978)  .... Manuel
- Marcha nupcial (1977) .... Esteban
- Muñeca (1974) ....Padre Félix
- Mundo de juguete (1974)  .... Carlos
- La Tierra (1973)
- ¿Quien? (1973)
- No creo en los hombres (1969) .... Roberto

## Telenovela como diretor
- Por un beso (2000) .... diretor de diálogos